# ミヘー

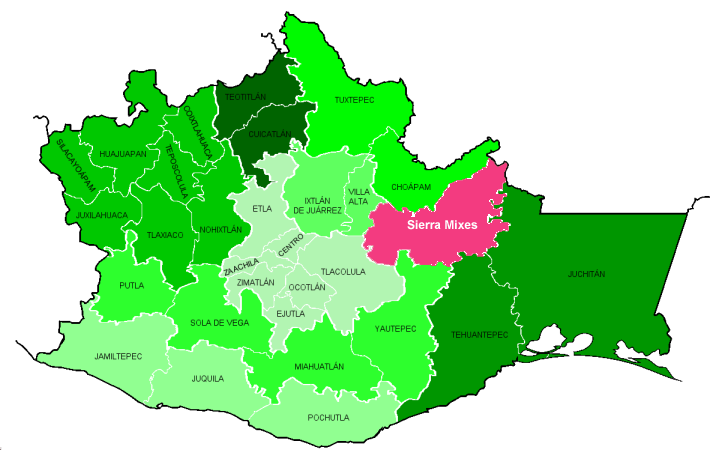
オアハカ州とミヘーの人々が住む地域。

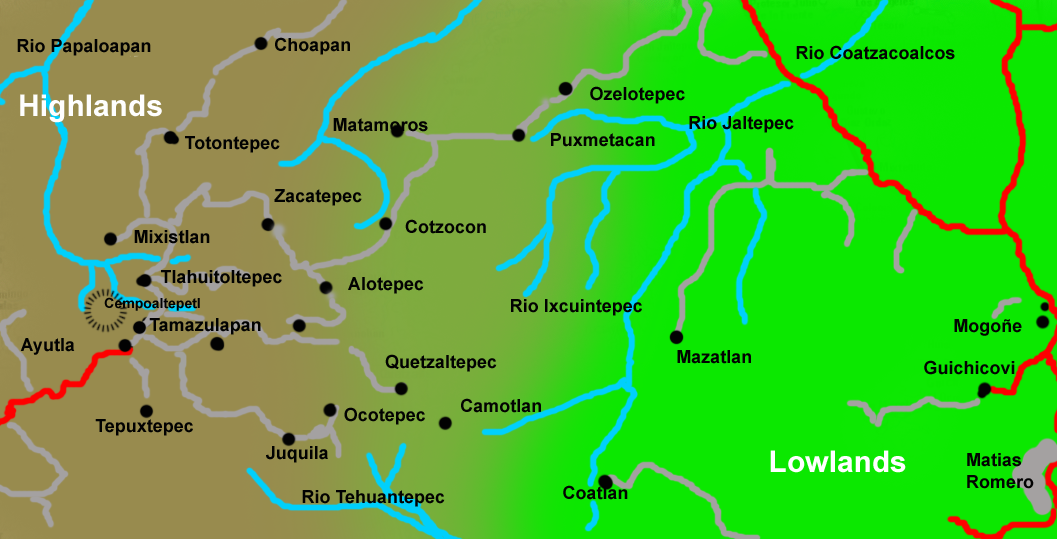
ミヘーの人々の村落、集落の分布図と高地、低地の位置関係。

ミヘー（Mixe）は、古くはMijeとも表記され、ミヘー・ソケー言語グループに属し、メキシコ、オアハカ州の北部にごつごつして険しく高低差の激しい山岳地帯に50ヵ所くらいの中核的な村落と多数の小さな集落を営んで暮らしているインディヘナ少数民族のひとつである。人口は総計7～8万くらいである。

## 歴史
ミヘーやソケーの人々のはるかな先祖はオルメカ文明にまでさかのぼると考えられている。ミヘーの人々はオルメカとのつながりは意識しないものの、はるか南方のアンデス地方よりメキシコにボートによってやってきたという伝承がある。この移住伝説によるとミヘーは伝説の王コンドイ(Condoy)によって導かれて聖なる山センポアルテペトルに住み着いて王国を築いて繁栄したという。スペイン征服以前のミヘーについては、彼らの居住する地域から考古遺物や遺跡がほとんど検出されないことからまったくわかっていない。サポテカ族の王国のひとつサアチラやアステカ帝国がミヘーを完全に征服したかどうかについてもわかっていない。スペインによるオアハカ河谷征服後、デイエゴサンドバル司令官の率いるスペイン軍がミヘーの山岳部の北側からミヘーやチナンテクを征服するために派遣されたが失敗した。そのためコルテスもスペイン王にあてた手紙でサポテカとミヘーの征服が完全になされないままであることを報告している。1555年にドミニコ会の伝道によってスペイン人とミヘーの人々の平和的な接触がはじまった。宣教団体によってヒキラ(Juquila),トトナテペク( Totontepec)やケッアルテペク( Quetzaltepec)に教会堂が建てられ、伝道が推進されたが、ミヘーの人々はいまだに征服されていないというプライドを保っている。

## 言語
ミヘー語は、ミヘー・ソケー語族のひとつの大きな分枝をなしている。ベラクルス地方のポポロカ族（Sayula Popoluca とOluta Popoluca）と非常に近い関係にある。ミヘー語は抱合語であり、能格-絶対格言語といって自動詞の主語と他動詞の目的語の格変化が同じ形になる言語である。
ミヘー語は、高地ミヘー語、内陸部ミヘー語、低地ミヘー語の三つに区分することができ、高地ミヘー語は、北部ではトトナテペク（Totontepec）周辺、南部ではトラウィトルテペク,アユトラ（Tlahuitoltepec, Ayutla）とタマスラパン（Tamazulapan）周辺で話され、内陸部ミヘーは、フキラとサカテペク（Juquila and Zacatepec)、低地ミヘーは、 ギチコビ（Guichicovi)の周辺で話される。

## 生業
ミヘーの人々の生業として挙げられるのはまずは農業であって、主にトウモロコシ、豆類、トウガラシ、カボチャなどを焼畑農耕で作り、バナナ、ジャガイモ、根菜類や多様な熱帯産の果物を栽培する一方、多量のコーヒーの生産を行って世界経済にもかかわっている。また、家畜として通常シチメンチョウやニワトリを飼っているが、ブタを飼っている村もある。土地は、おのおのの家族が長期間管理していて村落共同体によって法的に所有されているので、用益権や農場を管理する施設を金銭によって他人に権利を移動するしくみになっている。そのほか、商業で交易商人であったり職人的な仕事を営んだりしている。
村落ごとに設けられる市場（バザール）は、村落間を相互に結びつける市場となって平日の異なった日に設けられる。1970年代後半から新しい道路が建設され、メキシコの国内経済とミヘー地方をつなぐようになった。そのため、大きな企業を営んだりトラックをもつ会社を経営する人々が現れて稼ぐようになった。

## 家族、親族、社会構造
ミヘーの社会の基本的な単位は核家族で一部に一夫多妻制も存在する。家族の構成は父方居住、つまり夫の両親の家に居住する拡大家族であって個人を中心とした双方的な親戚関係も存在する。年齢や世代、性に基づいた血族システムはハワイに見られるようにうつろいやすいものである。結婚は両親の二つの親戚関係が結びついたものと考えられ、贈り物を交換することによって正式なものとする。婚姻を解消した場合は、夫が子供をひきとり、夫婦双方の家族から財産をわけて離れ離れにくらすことになる。相続財産はすべての子供に性や年齢に関係なく平等に分けられる。
複数の家族が代父母と実父母の関係（compadrazgo）によって儀礼的な血族関係である。これが網の目のように拡大され結びついている。ミヘーの政治的宗教的組織は複雑な年齢階梯集団で構成されている。つまり、ミヘーの年齢集団は政治的宗教的な組織と関係が深く、村落内で、年齢が同じか、若いか、年長かという地位を明確化する役割を果たす面がある。
村は通常二つの土地所有区分に分けられる。血族集団はそのどちらかの区に属する傾向がある。政治的指導者や宗教的指導者はその二つの区から年ごとにかわるがわる選ばれる。
大きな町は、それぞれの町自身に関係する仕事のほか地域的に統括している小さな集落や農場に関係する仕事を行う。

## 宗教
ミヘーの宗教は、現在ではカトリックとメソアメリカ土着由来の宗教の混合体である。そのため、カトリックの信仰に彼ら自身の神々の信仰がたくみに組み込まれて信仰されている。たとえば、「雷の風」を意味するポフ・エニー（Poj 'Enee）は、豊穣と雨の神であるとともにミヘーの町々を守る存在とされる。「地の表面」を意味するナアシュウィナ（Naaxwiiñ）は、大地と豊穣の女神である。「動物の主人」であるユルクは、野生動物と狩猟をつかさどる神である。イギーニャ（Hɨgɨñ）は、川と泉をつかさどる女神であり、猟師によって崇拝されている。ミーヒク（Mɨjku）は、富、運、ハリケーン、死そして地底界をつかさどる神であり、しばしばカトリックにおける悪魔と同じに扱われる。
一方で、プロテスタントの団体が村民を改宗させることに成功している村もある。